# Yoshiaki Komai
Yoshiaki Komai (駒井 善成?, Komai Yoshiaki; Yamashina-ku, 6 giugno 1992) è un calciatore giapponese, centrocampista dello Yokohama FC.

## Palmarès

### Club

#### Competizioni nazionali
- Coppa J. League: 1

Urawa Red Diamonds: 2016

#### Competizioni internazionali
- Coppa Suruga Bank: 1

Urawa Red Diamonds: 2017
- AFC Champions League: 1

Urawa Red Diamonds: 2017